# Cunac
 Cunac  es una población y comuna francesa, ubicada en la región de Mediodía-Pirineos, departamento de Tarn, en el distrito de Albi y cantón de Villefranche-d'Albigeois.

## Demografía
| 489 | 586 | 695 | 895 | 994 | 1146 |
| Para los censos de 1962 a 1999 la población legal corresponde a la población sin duplicidades (Fuente: INSEE [Consultar]) |     |     |     |     |      |